# 李文治 (1920年)
李文治（1920年—？），原名叔宝，曾用名闻治，男，湖北红安人，中国戏剧导演、演员，曾任广东省话剧团演员。